# دانشگاه علوم تکیو

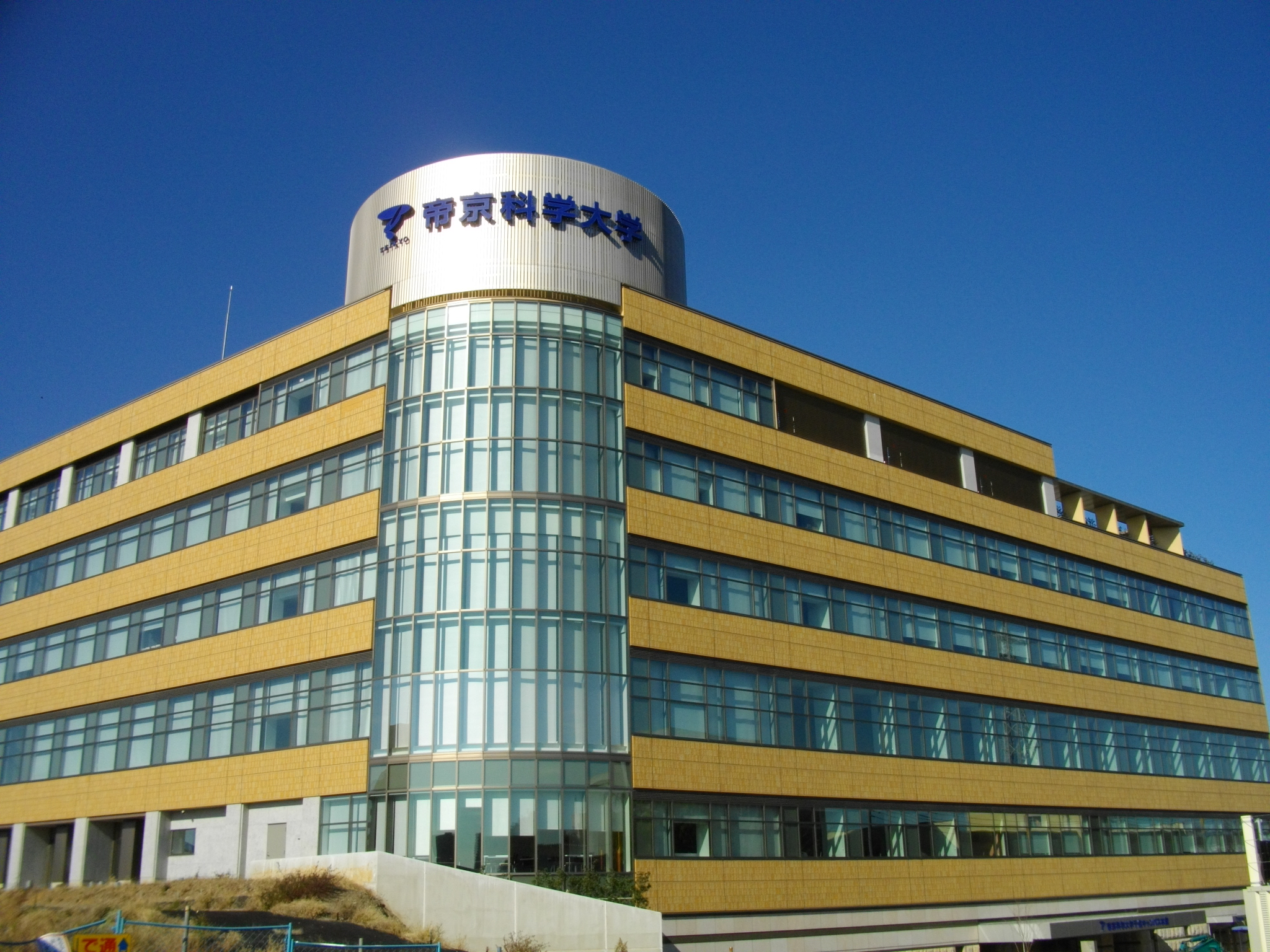
پردیس سنجو دانشگاه علوم تکیو

دانشگاه علوم تکیو (به انگلیسی: Teikyo University of Science) یک دانشگاه خصوصی در اوئنوهارا، یاماناشی ژاپن است. این دانشگاه در سال ۱۹۹۰ به‌عنوان دانشگاه علوم نیشی توکیو تأسیس شد و در آوریل ۱۹۹۶ به دانشگاه علوم تکیو تغییر نام داد.